# Ian McKellen
Sir Ian Murray McKellen (Burnley, Anglia, 1939. május 25. –) Golden Globe- és Tony-díjas angol producer, forgatókönyvíró, színész és filantróp.
Hosszú karrierje során kitüntették többek között Európai Filmdíjjal és a San Sebastián-i Nemzetközi Filmfesztivál díjával is, valamint négy Emmy-, négy BAFTA- és két Oscar-díj jelölést is magáénak tudhat. Filmes munkássága mellett színházi tevékenysége is rendkívül jelentős, gyakran szerepel Shakespeare-darabokban. A nemzetközi közönség a mozivászonról – elsősorban Gandalfként a Gyűrűk Ura- és a Hobbit-trilógiából, valamint Magnetóként az X-Men-filmekből – ismerheti.
Egyik alapító tagja a Stonewallnak, amely az Egyesült Királyságban a legnagyobb LMBT jogi csoport, és amelynek ma is gyakori szóvivője. Emellett más hasonló csoportoknak is tiszteletbeli tagja.
A Brit Birodalom Rendje (CBE) 1979-ben lovaggá ütötte. 1991-ben II. Erzsébet brit királynő szűk körének tagja lett, a New Year Honours tüntette ki „nemzeti jelentőségű szolgálataiért”, majd 2008-ban becsületrenddel is díjazták.

## Fiatalkora
Gyermekkorát Wiganban töltötte. Nem sokkal születése után kitört a második világháború, ami McKellenben is mély nyomot hagyott. Ugyan a németek soha nem kerültek közel a családjához, mégis egy betegség majdnem elvitte, mikor az acéllemezekkel biztosított házukban elkapta a diftériát. A betegség a torkában lévő hangszálakat örökre megváltoztatta, ez később hozzájárult karrierjének alakulásához. Egy magazinnak adott nyilatkozatában kifejtette, hogy ezért tudta viszonylagos higgadtsággal és nyugalommal megemészteni a 2001. szeptember 11-ei terrortámadásokat.
Apja, Dennis Murray McKellen építészmérnök és laikus prédikátor volt, amit még nagyapjától vett át. Ian 12 éves volt, mikor anyja, Margery Lois (leánykori neve: Sutcliffe) meghalt, míg apját 24 éves korában vesztette el. A családja erősen keresztény volt, de nem ortodox. A család egy 4 szobás házban élt, de távol állt a szegénységtől. A szülei ösztönözték a művészi pályára, apja sokat zongorázott (közvetlenül Ian szobája alatt) és sokszor elvitték moziba. Első színházi élményét 3 éves korában szerezte, mikor a Manchesteri Operaházban megnézte a Pán Pétert. Bár első benyomása az volt, hogy: 
Mikor 3 éves voltam, a szüleim vettek nekem egy jegyet, hogy láthassam az első darabomat - A Pán Péter volt a Manchester-i Palace Színházban. Emlékszem nem tett nagy benyomást. Egyrészről a krokodil nem volt valódi és láttam a vezetékeket.
Ian a Wigan Grammar Schoolba járt, ahol gyakran fellépett iskolai darabokban, emellett dráma szakkörre is járt. Itt debütált és szerzett önbizalmat, mint Malvolio a Vízkereszt című darabban.
Ezután elment a Wigan Kis Színházba, ahol játszott a Macbeth és a Szentivánéji álom (ebben nővérével, Jean McKellennel együtt) című darabokban. 11 éves korában a család elköltözött Boltonba, mely még közelebb hozta a fiatal McKellent a színházi élethez. Itt beíratták egy iskolába, ahova csak fiúk jártak. Sok időt töltött a Bolton's Grand Theatre-ben, nyaranta pedig Stanfordban táborozott, melyet az iskola szervezett. 1957-ben egy rövid időre felhagyott színészi ambícióival és inkább újságíró akart lenni vagy szakács. Azonban ösztöndíjat nyert a St. Catharine's College-ba.
Itt kezdett el egyetemi előadásokban játszani és itt szeretett bele reménytelenül Derek Jacobiba. Miután Cambridge-ben befejezte az iskolát, 1960–1961 között a Marlowe Társaság tagja lett, így komolyabban is elkezdhette színészi karrierjét. McKellen hozzájárult egy fejezettel Charleston 1990-es Ian Charleston: A Tribute című könyvéhez. 1997 őszén McKellen vegetáriánus lett.

## Pályafutása

### Színházi karrierje
A kezdetek
Ian McKellen kisiskolás szerepei (Children's Day, Spring 1600, Doctor Faustus, Othello, V. Henrik stb.) utáni első komoly színházi debütálása 1958-ban az A Applecartban volt, melyet még az Amatőr Dráma Klubban és az ADC Színházban játszott. Ezután Tennessee Williams Camino Realjában folytatta még ebben az évben. 1959-ben egyszer fellépett a Bolton-i Kis színházban, mint Townsperson a Tom Sawyer kalandjaiban. Az '50-es évek végére Ian csatlakozott a Marlowe Társasághoz, ahol megismerkedett Derek Jacobival, David Frosttal, Margaret Drabbleval és egyben ekkor szerepelt az első Shakespeare-darabban, a IV. Henrik, II. felvonásában. Emellett persze nem hagyta ott a Dráma Klubot és az ADC Színházat sem. Fellépett a Deutsches Haus, az A lóvá tett lovagok, a Saint's Day és a Six Characters in Search of an Author előadásokban.
 A '60-as években már jóval több szerepet kapott a Marlowe Társaságban, emellett más színházak is szerződtették.
1960-as évek
McKellen a '60-as éveket rögtön Shakespeare darabban kezdhette, méghozzá a Cymbeline címűben. 1960 és 1961 végéig három amatőr színházban is folyamatosan dolgozhatott, olyan darabokban, mint a Dr. Faustus, a Vízkereszt, az A vadkacsa, a VI. Henrik vagy az A pacsirta. 1961 szeptemberében McKellen befejezte az egyetemet, de utoljára még fellépett a Caesar és Kleopátrában. 1961 nyarán sikeresen felvételizett a Derby Játékházba és a Hornchurch Színházba, azonban Anthony Richardson a Belgrád Színház (az első városi színház volt az Egyesült Királyságban) igazgatója felajánlott heti £9 (15 $) fizetséget. McKellennek, mint amatőr színésznek, ez tökéletes munka volt. Ebben a színházban a Mindent a maga idejében című családi komédiában játszott.
Kéthetente lépett fel, mindig más szerepben, ezek közül az első az Egy ember az örökkévalóságnak. Ezután több híres író művének a feldolgozásában szerepelt: George Bernard Shaw: Sosem lehet tudni, Agatha Christie: Fekete kávé, Charles Dickens: Mr. Pickwick és Anton Csehov: Sirály (amiben többször is játszott). 1962-ben Claudio volt a Sok hűhó semmiért-ben, majd ismét Agatha Christie regényében, a Tíz kicsi néger-ben láthatták a nézők. 1962 szeptemberében azonban nem hosszabbította meg a szerződését, így új színházat kellett keresnie. A következő egy évben Ipswich-be költözött, ahol aláírt az Ipswichi Művészet Színházba.
Itt nagyon sokszor dolgozott Robert Chetwyn kezei alatt, többek közt a Becket, The Gazebo, Kaszt, Az erőd, Aladdin és a csodalámpa és ismét Shakespeare műben, az V. Henrikben. Címszereplője volt a Luthernek, melyben Luther Mártont alakította, majd kitérőt tett az Anthony Richardson rendezte The Big Contractba, ismét a Belgrád Színházba. Az utolsó alakítása ebben a színházban a Mindent a maga idejében című családi komédiában volt.
1964-et a Notthingham Játszóházban töltötte, ahol ugyan csak hat darabban lépett fel, de olyan nagyszerű darabokban, mint a Coriolanus, a Szombat este, vasárnap reggel vagy a Sir Thomas More.
Londonba települt át, ahol 1964-ben az A virágok illatával megkapta első színházi elismerését: Clarence Derwent-díj – A legjobb férfi mellékszereplő kategóriában. Ekkorra már McKellen elismert volt a színházban és már különböző meghívásokat kapott: Ismét Claudio bőrébe bújt a Sok hűhó semmiértben, melyet a Nemzeti Színházban és az Old Vicben is bemutattak. 1966-ban megkapta a Plays & Players-díjat, mint „a legígéretesebb színész” a Their Very Ownért és az Aranyvárosért. Igen sikeres lett az 1966-os év, ahol az Az ígéretben Judi Dench-csel és Ian McShane-nel volt látható. 1968-ban újabb Shakespeare drámában játszott, ezúttal főszereplője volt a II. Richárd-nak és szintén címszereplője a II. Edwardnak. 1969-ben már színházi rendezőként is kipróbálta magát: a The Prime of Miss Jean Brodie és a Három hónap elmúlt is az ő nevéhez fűződik.
Ian McKellen az 1960-as évek végére a brit színház meghatározó alakja lett, amit kamatoztatott a '70-es években is.
1970-es évek
Az 1970-es években nem kötött ki egy színházban, hanem különböző városokban lépett fel és már Anglián kívül is vállalt szerepeket. Az An Evening of Free Greek Music and Drama, Billy utolsó állomása, The Recruiting Officer és a Chips with Everythingben kezdte az évtizedet. 1971-ben a Hamlet című darab főszerepét kapta, mellyel európai turnéra ment. Még ebben az évben Sheffieldben az Anton Csehov: Hattyúdalban szerepelt. 1972-ben két műnek is a rendezője volt (Az igazi Kopó felügyelő, Epringham Camp), valamint szerepelt A három nyílban. 1973-ban egy újabb Shakespeare darabért, a Lear királyért és a The Wood Demonért ismét kritikai elismerésben részesült: 1974-ben megosztva a két műért megkapta a New York Dráma Desk-díjat. 1974-ben gyermekkori szerepét játszotta el, mint Dr. Faustus, majd következett a szokásos Shakespeare darab, a János király.
Egy évig játszotta el Rómeót a Rómeó és Júliában. A műalkotást Trevor Nunn rendezte és olyan színészekkel játszhatott, mint Judi Dench és Francesca Annis (Ian elmondása szerint "ő a legszebb nő, akivel együtt dolgoztam"). 1976-ban közreműködött egy koncertünnepségben, mely Shakespeare születésnapját ünnepelte. Ebben az évben három remekművet is elvállalt a kedvenc írójától: a Rómeó és Júliát, a Téli regét és a Macbeth-et, melyért a Londoni Színházkritikusok Társasága ismerte el, mint a legjobb színészt. A West End Színésztársaság a következő három évben a legjobb színésznek találta: az Az alkimistáért (1977), a Pillars of the Communityért (1978) és a Hajlamért (1979). Ezután McKellen Shakespeare-től jegyzeteket írt és megcsinálta az Acting Shakespeare-t, melyet olyan nagyvárosokban mutatott be, mint Edinburgh, Belfast, Stockholm, Párizs stb., a tengerentúlon pedig New York és Washington.
Az 1980-as években elkezdett komolyabban is filmekkel foglalkozni, így nem olyan sok felkérést vállalt, mégis ebben az időszakban kapta meg színházi karrierje legnagyobb szerepét.
1980-as évek
Első alakítása Mexikóban volt A Sas Új-Mexikóban című darabban. Ezután jött élete talán legnagyobb alakítása, az Amadeus. A műalkotást Peter Hall rendezte, aki olyan színészeket hívott be, mint Tim Curry (Mozart), Jane Seymour (Constanze) és McKellen (Antonio Salieri). Először egy hónapig a Nemzeti Színházban játszották 1980. november 4-én, majd a Broadway-i Broadhusti Színházban december 17-től. Igazából nem is McKellennek szánták a szerepet, hanem Paul Scofieldnek, hisz már eljátszotta egy évvel ezelőtt, azonban ő nem vállalta, így Iané lett a karakter, aki meghálálta a felkérést, több díjat is begyűjtött, köztük a színház Oscar-díját, a Tony-díjat. Ezután két évig nem is játszott színházakban, mígnem elfogadta a The Short Listet és a Gyávaságot.
1984 és 1986 között több nagyszerű színdarabban is részt vett: Anton Csehov: Vad mézéért ismét a West End Színész Társaság ismerte el, a Coriolanus címszerepéért London Evening Standard-díjat nyert, az Amalfi hercegnő című darabban Bosola szerepét a Royal Nemzeti Színházban játszhatta el, csakúgy, mint Az igazi Kopó felügyelőt. 1988-ban mindenki előtt felvállalta, hogy meleg, mely után küzdött is a jogaikért, amit először a Before the Act műben tett meg, amit meleg és leszbikus írók és zeneszerzők alkottak. A Mostantól fogvában is Jerome-ot, a homoszexuális férfit formálja meg. Az 1990-es évek előtt ismét látható volt a Hajlamban, majd az Othellóban ismét Trevor Nunn kezei alatt, amiért megint London Evening Standard-díjat kapott.
1990-es évek
Az 1990-es éveket egykori szerelme, Sean Mathias által rendezett Chip in the Sugarban kezdte. Ezután a Lyttelton Színházban ismét két Shakespeare darab következett: a III. Richard főszerepe, melyért újabb díjat tudhatott maga mögött, majd a Lear király Kent grófja követte. A Napola Milionaire és a Ványa bácsi nem hozta meg a kellő sikert McKellen számára. 1994 és 1997 között saját rendezésében szerepelt az A Knight outban, melyet több városban is bemutatott: New York, Johannesburg, Edinburgh, Glasgow, London, Brüsszel és Los Angeles.
Ismét Trevor Nunn következett A nép ellenségében, melyet egy évig játszott a Királyi Nemzeti Színházban. Ezután újra szerepelt az első színházi élményét jelentő (amikor 3 éves volt) Pán Péterben. A híres Hook kapitányt alakította Daniel Evans (Pán Péter) mellett. Ebben az évtizedben is szerepelt Csehov és Shakespeare darabban: az A sirályban (Csehov) és az A viharban (Shakespeare) és a Csak ha nevetekben is Clare Higgins-szel, Willie Ross-szal és Rhashan Stone-nal játszott együtt. Az ezredforduló után már nem csak színházi, hanem filmsztárnak is mondhatta magát, azonban ez egyre kevesebb színházi szereppel járt. De ha volt egy kis szabadideje, azt rögtön a színjátszással töltötte.
A 2000-es évektől napjainkig
Ian McKellen a 2000-es évek első színházi alakítására 2001-ig kellett várni. Ez volt a Sean Mathias által rendezett A haláltánc, melyben Helen Mirrennel volt látható a Broadwayn. Ezután a darab átköltözött Vancouverbe, ahol a direktor és McKellen maradt, azonban a női főszereplő Frances de la Tour volt. 2004-ben nagy meglepetést okozott, mikor Twankie, a transzvesztita bőrébe bújt az Aladdinban.
2006-ban több kritikus szerint is megdöbbentő alakítást hozott A vágóban. 2007-ben már nem először volt látható a Lear királyban, azonban most megkapta a címszerepet, amit be is váltott egy Theatregores' Choice-díj – Legjobb színész díjra. Majdnem tíz év után ismét az A sirályban szerepelt, azonban most nem Dr. Dorn, hanem Sorin szerepében volt látható.
Legutóbb[mikor?] a Godot-ra várva című alkotásban volt látható, amit az ausztrál kontinensen is bemutattak.

### Filmes karrierje
A kezdetek
Különös módon az ekkorra már színpadon elismert McKellen filmes karrierje lassan indult be. Először a The Indian Tales of Rudyard Kipling című brit sorozat egy epizódjában volt látható. Majd az 1965-ös Sunday Out of Season című tv-film főszerepét kapta meg Lynn Redgrave mellett. 1966-ban játszhatott volna a The Bells Of Hell Go Ting-A-Ling-A-Ling háborús filmben, de annak ellenére, hogy Gregory Peck lett volna a főszereplő, a film soha nem készült el. Így maradt a tv-filmeknél. Megkapta a Copperfield Dávid címszerepét, azonban ez sem tette sikeresebbé. 1969-ben megkapta első három filmszerepét is: Az első a Mindenkinek nagyon szépen köszönöm, melyben George Matthews-t játszotta (ez volt Ian első meleg szerepe). Ezután jött a Nagy Alfréd című háborús dráma, majd Az ígéret, melyet már 1967-ben eljátszott színházban. Azonban ezek sem vitték előbbre.
1970-ben három Shakespeare-mű tv-változatában játszott, mikor televízióra vitték a szintén eljátszott színházi alakítását, a II. Edwardot, aztán a The Tragedy of Richard II főszerepét kapta meg, végül pedig a Hamletben volt látható. Ezután nem foglalkozott annyira filmes karrierjével, inkább a színházra koncentrált, és csak egyszer-egyszer jelent meg sorozatok epizódjaiban: ITV Saturday Night Theatre, BBC Show of the Week, Country Matters, BBC Plays of the Month és a Jackanory. 1978-ban feltűnt a Sportkocsis nyár című vígjátékban, mint pornográfus, azonban a filmben nem tüntették fel (a főszereplője Mark Hamill volt, aki akkoriban lett sztár a Csillagok háborúja miatt). 1979-ben volt az első figyelemreméltó szerepe a Macbeth, melyben Judi Dench-csel volt látható (akit BAFTA TV-díjra jelöltek ).
 Ezekben az időszakokban tehát nem alkotott maradandót a filmvásznon, azonban színpadi karrierje csúcsán állt és számtalan színpadon kápráztatta el a nagyközönséget.
1980-as évek
1980-ban szerepelt a népszerű brit sorozatban, a Play for Today-ben, melyben olyan sztárok fordultak meg, mint Anthony Hopkins, Nigel Hawthorne, Stephen Rea, Bob Hoskins, Jim Broadbent, Kenneth Branagh, Helen Mirren vagy Brian Cox . Egy évre rá, az akkor Oscar-díjra jelölt John Gielguddal szerepelt A szerelem oltárán című életrajzi drámában. 1982-ben a Walter főszereplője volt, melyben egy értelmi fogyatékost alakít, aki reménytelenül szerelmes lesz. Játékát a Royal Televízió Egyesület ismerte el. Szintén ebben az évben egy másik tv-filmben is szerepelt, A skarlát virágban, mint Chaveulin. Három Emmy-díjra jelölték a produkciót, azonban McKellen ebben nem részesült.
A következő évben megcsinálták a Walter folytatását, a Walter és June-t, mégis ebben az évben mutatták be mind a kettőt. 1983-ban az akkor még nem igazán ismert Michael Mann filmjében szerepelt, Az erődben. Itt a zsidó Dr. Theodore Cuzát játszotta, akinek megparancsolják a nácik, hogy szabadítsa meg őket az erőd sötét, démoni lakójától, aki a németeket öli. A filmet jelölték a legjobb horrorfilmnek járó Szaturnusz-díjra. 1984-ben élete egyik legnagyobb filmes lehetőségét utasította vissza, mikor is 1980-ban már eljátszotta az Amadeus című darabban Antonio Salierit, most a filmadaptációnál is rá gondoltak, azonban Ian ebből nem kért (így F. Murray Abraham kapta a szerepet, aki ezért Oscar-díjat kapott). 1985-ben a kissé érdektelen Zina című drámában kapott szerepet, majd Fred Schepisi választotta be a Bőség című filmjébe, olyan színészek mellé, mint Meryl Streep, John Gielgud és az énekes Sting.
Ezután három évet kihagyott, mielőtt visszatért a filmiparba az 1988-as Istenek malmai című thrillerben. 1989-ben Adolf Hitlert alakította a Hitler végső döntése – A háború küszöbén című életrajzi tv-filmben. Szintén élő személyt formált meg, mint John Profumo a Michael Caton-Jones által rendezett Botrányban. Itt az angol minisztert alakította, aki ha Bill Clinton nem lenne, ő lenne a világ leghíresebb politikai szexbotrányosa. Hisz viszonyt folytatott egy call-girllel, ami azonban kiderült, így lemondásra kényszerült. Mellette játszott még John Hurt és Bridget Fonda is.
Az 1980-as évek sem lettek annyira sikeresek McKellen számára, azonban már jóval több produkcióban szerepelt és már kritikai elismerésben is részesült.
1990-es évek
A kilencvenes évek eleje sem hozott igazán nagy változást, pedig ismét egy híres színpadi mű, az Othello tv-filmadaptációjával kezdte az évtizedet. A siker megint csak elmaradt, pedig az a Trevor Nunn rendezte, akivel igen gyümölcsöző volt a színházi munkája. Ezután három évig semmi. 1993-ban viszont öt produkcióban is szerepelt. Az első a Tales of the City című mini-sorozat volt, mely szintén homoszexuális témával foglalkozott. Az Armistead Maupin képregénye alapján készült filmsorozatban egy fiatal clevelandi titkárnő, Mary Ann vakációra érkezik San Franciscóba és úgy dönt, ott marad. A történet 1976-ban játszódik, az AIDS és a kokain előtti időkben, a város egyik apartmanházában, ahol többek között transzszexuális nő a házinéni és meleg a kertész. Aztán jött egy kisebb szerep Arnold Schwarzenegger Az utolsó akcióhős című mozijában, amiben a Halált keltette életre. Újabb mozi követte, de ezúttal western ruhába bújik a Little Jo balladája című filmben. A következő tv-filmje ismét meleg témához nyúl, az És a zenekar tovább játszikban, mely az AIDS kialakulásáról szól. Sir Ian Bill Kraus-t testesíti meg, mint meleg jogi aktivistát, olyan sztárok mellett, mint Richard Gere, Matthew Modine, Alan Alda, Anjelica Huston vagy Steve Martin. A filmet 16 Emmy-díjra jelölték, köztük McKellent is, de végül nem neki ítélték.
Ez volt az első olyan alakítása, mely komoly figyelmet kapott, mind a közönség, mind a díjak terén. Végül pedig a Hatszoros ölelésben Donald Sutherlanddel és az akkor még csak a sorozatából ismert Will Smith-szel volt látható. 1994-ben a Bármit megteszek könnyed vígjátékban Nick Nolte-val látható, majd Alec Baldwin oldalán látható, mint professzor Az Árnyék című filmben, mely a képregényt dolgozza fel. Az igazi áttörés 1995-ben volt, mikor is négy filmben vállalt szerepet. Amos Starkadder bőrébe bújt a Cold Comfort Farmban, mely a Stella Gibbons által írt regényt dolgozza fel. A Jack és Sarah-ban ismét Judi Dench-csel játszott, mégis elkerülte a közönség. Aztán jött a III. Richárd című Shakespeare feldolgozása, melynek forgatókönyvírója és ügyvezető producere is volt.
Azonban ez nem a megszokott királydráma volt Annette Beninggel, Jim Broadbenttel, Robert Downey Jr.-ral, Nigel Hawthorne-nal és persze Ian McKellennel. McKellen modernizálta a történetet, hisz III. Richárdot nem angol királyként mutatja be, sokkal inkább náci diktátorként, aki erősen hajaz Hitlerre. Meg is lett az eredménye: megnyerte az Európai Filmdíj – Legjobb színész díját, valamint begyűjtött két BAFTA-jelölést, köztük a legjobb adaptált forgatókönyvet és első ízben megtapasztalta a Golden Globe-jelölést a Legjobb férfi színész (dráma) kategóriában. Végül pedig kosztümös filmben játszott ismét Downey Jr.-ral, a Változások kora című történelmi filmben.
Az 1996-os év is igen sikeresnek mondható McKellen számára, igaz mindössze egy tv-filmben szerepelt, méghozzá a Raszputyin című történelmi drámában. A címszereplőt Alan Rickman játszotta, míg II. Miklós cár szerepét Ian kapta. A Golden Globe-gálán a legjobb tv-film lett, ezenkívül Rickman és McKellen is megkapta a Golden Globe-ot, a Legjobb férfi főszereplő (minisorozat vagy tévéfilm) kategóriában. 1997-ben a Hajlam című filmben szerepelt, miután már kétszer eljátszotta színházakban, igaz akkor Max karakterét, de ehhez már kicsit idős volt, így azt Clive Owen kapta meg, míg McKellennek Freddie nagybácsi jutott, valamint a The Rolling Stones egyik tagja, Mick Jagger is szerepet kapott. A filmet ugyanúgy Sean Mathias rendezte, aki megnyerte a Cannes-i fesztiválon a legjobb külföldi film díját. Ebben az évben még szerepelt az Érzelmek hullámain-ban, melyben Rachel Weisz-szel látható, akivel máig is nagyon jó barátok. Ekkora már a filmek terén is igen sikeres volt, azonban 1998 lett karrierje egyik legsikeresebb éve: Az Érzelmek tengerében című életrajzi-drámában James Whale a Frankenstein-filmek megalkotójának meleg rendezőjét játszotta el Brendan Fraser és Lynn Redgrave (akivel karrierje első filmjében szerepelt) mellett. A nagyközönség figyelmét elkerülte, azonban a kritikusok körében talán a legsikeresebb lett: több kritikus díjat is megkapott ezen kívül ismét jelölte a Golden Globe-díj és először az Oscar-díj a legjobb férfi főszereplő kategóriában. Szintén ebben az évben eljátszotta még Kurt Dussander-t, a náci háborús bűnöst, a Stephen King művéből készült Az eminensben Brad Renfro partnereként, melyben szintén lenyűgözte a kritikusokat. Ez volt a harmadik filmje, melyben náci egyenruhába bújt. Az utolsó filmje a Copperfield Dávid volt Daniel Radcliffe és Bob Hoskins oldalán. Innentől kezdve McKellen már nem csak a színpadon, hanem a filmvásznon, mi több, a tengerentúlon is a legnagyobbak közé emelkedett, bár még nem volt sztár.
2000-es évek

A 2000-es évek elején McKellen rögtön egy nagy lépést tett a sztárság felé, mikor elvállalta Magneto karakterét az X-Men – A kívülállók-ban. De nem csak neki nyitotta meg a film az "amerikai álom" kapuját: szerepet kapott Hugh Jackman, Patrick Stewart, Famke Janssen valamint Halle Berry-nek is jól jött ez a mozikarrierje szempontjából. Ian-nak Eric Magnus Lensherr szerepét, vagyis Magnetót, a gonosz mutánst kellett megformálnia, aki képes ellenőrzése alá vonni a mágnesességet. A film kasszasiker lett: Amerikában 157 299 717 $, míg a világ más területein 296 250 053 $ bevétele lett. 2001-ben McKellen megkapta élete egyik legsikeresebb szerepét, mind a közönség, mind a kritikusok szempontjából. Ennek címe: A Gyűrűk Ura: A Gyűrű Szövetsége volt. A rendező, Peter Jackson először Gandalf szerepére Sean Connery-t gondolta, de ez részben az anyagiak, részben időhiány miatt nem jött össze. Így esett a választás Sir Ian-ra, aki már gyermekkora óta Gandalf akart lenni, ráadásul szinte pénzt sem kért érte (4 000 000 £). A film után Jackson elmondta, hogy McKellen helyett nem is találhattak volna jobb színészt, aki tökéletesebben játszotta volna el a varázsló szerepét. A fantáziafilm története, hogy Szauron, a Sötét Úr az Egy Gyűrűt kutatja, aminek segítségével meghódíthatja Középföldét. A Gyűrű útja a fiatal hobbithoz, Zsákos Frodóhoz vezetett, akinek el kell pusztítania a birtokába jutott apró tárgyat, hogy megállítsa Szauront és seregét. A Gyűrű Szövetsége megalakulásával Középfölde sorsa Frodón és nyolc útitársán áll (köztük McKellen is): útjuk a Végzet Hegyéhez vezet, Mordor földjére, az egyetlen helyre, ahol a Gyűrűt meg lehet semmisíteni. Ian karaktere Szürke Gandalf, az öreg, de nagy hatalmú varázsló, Aragorn és Zsákos Frodó jó barátja. Ismeri a Gyűrű gonosz hatalmát és sürgeti Frodót, hogy minél hamarabb semmisítse meg azt. Csatlakozik Frodóhoz és társaihoz, akik Mordorba tartanak, hogy elpusztítsák a Gyűrűt. A forgatás 274 napig tartott Új-Zélandon, a színészek minden tagja intenzív vívás-, lovaglás- valamint dialektus oktatásban vett részt a forgatást megelőzően . McKellen a moziról úgy nyilatkozott: 
A film olyan sodró lendületű, hogy valóságos filmes megtestesítője annak a tulajdonságnak, amelyet könyveknél a ‘letehetetlen’ jelző fejez ki.
. A filmnek összesen 871 368 364 $-os bevétele lett, ezen kívül tizenhat Oscar-díj, és tizennégy BAFTA-díj jelölésig jutott, amikből McKellen is részesült, a legjobb férfi mellékszereplő kategóriában (ezt végül nem ő kapta). A film után McKellen és a többi nyolc "Szövetség" tagja magára tetováltatta a 9-es számot a Tolkien által alkotott tünde nyelven . A siker után nem kellett sokat várnia a következő részre: a 2002-es filmje A Gyűrűk Ura: A két torony (film) volt.
Itt már Fehér Gandalf-ként jelenik meg, aki a Mória sötétjébe veszett, ahol Gandalf új életerőre kapva visszatér a földre, hogy részt vegyen a közelgő harcban Mordor serege ellen. Ismét vezető szerepet tölt be az eseményekben, első lépésként Rohan királyához vágtat Aragornnal, Legolasszal és Gimlivel, hogy rábírják az ellenállásra. Az immáron Fehér jelzőt viselő Gandalf és a rohírok érkezése fordítja meg a csata kimenetelét a Helm-szurdoknál. Alakításáért 1 000 000 £-al többet kapott, mit az előbbiért .
Azonban ez megtérült, hisz a film 926 287 400 $-os bevételt szerzett. A film címét majdnem meg kellett változtatni, mert sokakat a 2001. szeptember 11-i terrortámadásokra emlékeztette. Emellett másik sikerfilmjét sem felejtette el, az X-Men 2-t. Ian-nak nem volt kétséges, hogy a folytatást is elvállalja: 
Az első film sikere után mindannyian nagyon magabiztosak voltunk - mondja McKellen -, mivel ez egy kicsit olyan, mintha egy család jönne ismét össze a kamera előtt és mögött.
Ebben a filmben ő volt a visszafogottabb negatív szereplő, mivel főként egy műanyag cellában töltötte napjait. Így a „főgonosz” szerepét William Stryker (Brian Cox) vette át. Persze a kisebb költségvetésű filmekkel sem hagyott fel. A Emile című kanadai dráma mindössze 3 000 000 $ költségvetésből készült . Címszereplőként játszik a filmben, mint az apa, akinek saját magával kell megbirkóznia. 2003-ban az egyik trilógiájának csúcspontja lett A Gyűrűk Ura: A király visszatér című film. Ez hozta meg a legnagyobb bevételt, több mint 1 milliárd dollárt keresett a film. Alakításáért egy újabb BAFTA jelölést szerzett. 2004-ben nem jelenik meg a mozivásznon, csak hangként A Gyűrűk Ura videójátékban.
2005-ben két kissé érdektelen filmben szerepelt: ezek az Asylum és a Sohaország. Az elsőben doktorként tűnik fel, valamint együtt játszik a magyar származású Marton Csokas-sal. A második produkcióban egy bölcs öregembert játszik, és annak ellenére, hogy Aaron Eckhart, Brittany Murphy, Nick Nolte, Jessica Lange és William Hurt is szerepelt, a siker mégis elmaradt. Rövid távon részt vett Nagy-Britannia legnépszerűbb szappanoperájában, a Coronation Street-ben, mint Mel Hutchwright író. Már 1990-ben is meg akarták hívni, de akkor valamilyen okból nem jött össze. 2006-ban az első filmje igen nagy bukásnak bizonyult a közönség terén. A da Vinci-kód a Cannes-i fesztivál nyitófilmje volt, azonban a filmkritikusok fanyalogva fogadták. A tudósítások szerint Cannes-ban a film súlyosan megbukott a filmkritikusok zsűrije előtt, a nézők fütyüléssel fejezték ki elégedetlenségüket. Ennek ellenére sokan egyedül Ian alakítását emelték ki, pedig olyan színészek közreműködtek még a filmben, mint Tom Hanks vagy Jean Reno.
Ezután másik nagy trilógiája zárult le számára, az X-Men: Az ellenállás vége. Ezt azonban már nem Bryan Singer, az első két rész rendezője forgatta le, hanem Brett Ratner. A film minden idők negyedik legnagyobb bevételű nyitónapja lett, több mint 45 millió $-t szerzett. Majd két évig ismét szinkronhang volt, mint a Varangy az Elvitte a víz-ben, ismét Gandalf szerepben egy újabb A Gyűrűk Ura játékban, Ionek Byrnison Az arany iránytű-ben és narrátorként a Csillagpor-ban. Önmagát is eljátszotta a Futottak még... című sorozatban, melyben olyan hírességek voltak láthatóak hasonlóképen, mint Orlando Bloom, Patrick Stewart, Ben Stiller vagy Robert De Niro. 2008 ismét tv-film-ben szerepelt, a Royal Shakespeare Company produkcióján alapuló Lear király-ban, melyben természetesen ő a megformálója. A darab, McKellen meztelen jelenete miatt a címlapokra is került, melyet a televíziós változatban is megtartottak . 2009-ben egy "két évados" minisorozatban játszott, melyet egy évben rendeztek le, a The Academy és a The Academy Part 2: First Impressions-ban. Szintén ebben az évben egy újabb minisorozatban, a The Prisoner-ben játszott, mint Curtis/a kettes. Ez a sci-fi egy 1967-ben szintén tv-re szánt remakeje, azonban ebben McKellen szerepelt, akit 2010-ben ismét Emmy-díjra jelöltek.
2010 és készülő filmjei
2010-ben négy rövidfilmben látható. Először az E'gad Zombies! című kosztümös zombi produkcióban, melyben Ian a narrátor, ennek ellenére megjelenik a vásznon. Viszont a A Lost and Found Box of Human Sensation már csak narrátorként hallható. Small-Time Revolutionaryban Hamish Taylor hangját adja, azonban ez a filmje sem lett több mint 20 perc. Élőszereplőként feltűnik a 6 perces The Egg Trick című drámában. A következő évben ismét rövidfilmben (Claude et Claudette) halhatjuk a hangját. 2012-ben ismét Murrayt alakítja The Academy harmadik részében és Miss in Her Teens című komédiában is játszik. Matthew Butler rendezte The Curse of The Buxom Strumpet-ban főszerepet vállalt Gillian Anderson és Mark Williams mellett.
Sokévnyi húzódás után végre ez év december 13-án jelenik meg A Gyűrűk Ura előzményfilmje A hobbit: Váratlan utazás, ami Zsákos Bilbó és 13 törp kalandos utazását meséli el két részben. A második rész címe The Hobbit: The Desolation of Smaug, ami 2013 szintén december 13-án láthatunk a mozikban. Peter Jackson a Középfölde történetek filmes mágusa, kiharcolta Warner Bros és a Metro-Goldwyn-Mayer stúdióktól, hogy leforgathassa A Hobbit és A Gyűrűk urát összekötő részt, ami The Hobbit: There and Back Again címes viseli, ez a rész 2014-re várható. Iant komolyabb szerepekben 2006-ban láthattuk utoljára X-Men: Az ellenállás vége és A da Vinci-kódban, így a filmes világ örömmel veszi a visszatérését Gandalf karakteréhez, aki mindhárom Hobbit filmben feltűnik. A Hobbit trilógiában Ian mellett a régebbi részekből feltűnik Hugo Weaving (Elrond), Elijah Wood (Frodó), Christopher Lee (Szarumán), Orlando Bloom (Legolas), Cate Blanchett (Galadriel), Ian Holm (idős Bilbó), Andy Serkis (Gollam) és Jed Brophy, aki az eredeti trilógiákban orkokat alakított, de A Hobbitban már Norit a 13 törp egyikét alakítja.
2016-ban feltűnt egy rövid bejátszóban az Eurovíziós Dalfesztivál döntőjében Derek Jacobival közösen.

## Magánélete
Ian McKellen sosem házasodott meg, már 12 évesen bevallotta mostohaanyjának, hogy meleg. Első szerelme Derek Jacobi volt, azonban ezt nem mondta el neki, így a dologból nem lett semmi. Egy beszélgetőműsorban úgy jellemezte azt a helyzetet, mint "a szenvedély, amit be nem jelentett és ami viszonzatlan maradt". Azonban 1964-ben megtalálta első komoly partnerét Brian Taylor, a történelemtanára személyében. Londonban éltek együtt, azonban kapcsolatuk nyolc év után véget ért. 1978-ban az Edinburgh-i Fesztiválon megismerkedett második szeretőjével, a szintén színész, Sean Mathiasszal. Mathias szerint a 10 éves együttlét viharos volt, tele konfliktusokkal, mert McKellen karrierje sikeresebbnek tűnt.

### LMBT aktivistaként
Ian McKellen soha sem csinált titkot másságából, mégis 48 éves volt, amikor a nagyközönségnek is felfedte homoszexualitását, amit a BBC Rádió 3 rádióinterjújában mondott el. Ezt élete egyik legjelentősebb vívmányának tartja. 
Előbújni, előbújni, előbújni! Ez az egyetlen dolog, amit az életben tettem, de tényleg.
McKellen régi barátja, Armistead Maupin amerikai író bátorította a színész kiállását.
1989-ben egyik társalapítója a Stonewall befolyásos brit meleg csoportnak, valamint az LMB jogi lobbi csoportnak az Egyesült Királyságban. Vezetője a melegeket, barátaikat és hozzátartozóikat segítő GAY-GLOS csoportnak, a Lesbian Gay Bisexual Trans History Month-nak és a FFLAG-nak.
Nagyon sokat lobbizik a nukleáris fegyverek, a halálbüntetés és az AIDS ellen, valamint minden ember egyenlőségéért.
Saját hazájában jelentős szerepet játszott abban, hogy Tony Blair miniszterelnöksége idején engedélyezték a melegek de facto házasságát. Nemrég egy szingapúri vendégszereplés alkalmával személyesen érvelt a homofób távol-keleti városállamban annak érdekében, hogy számolják fel a homoszexuális kapcsolatokat üldöző jogszabályt.

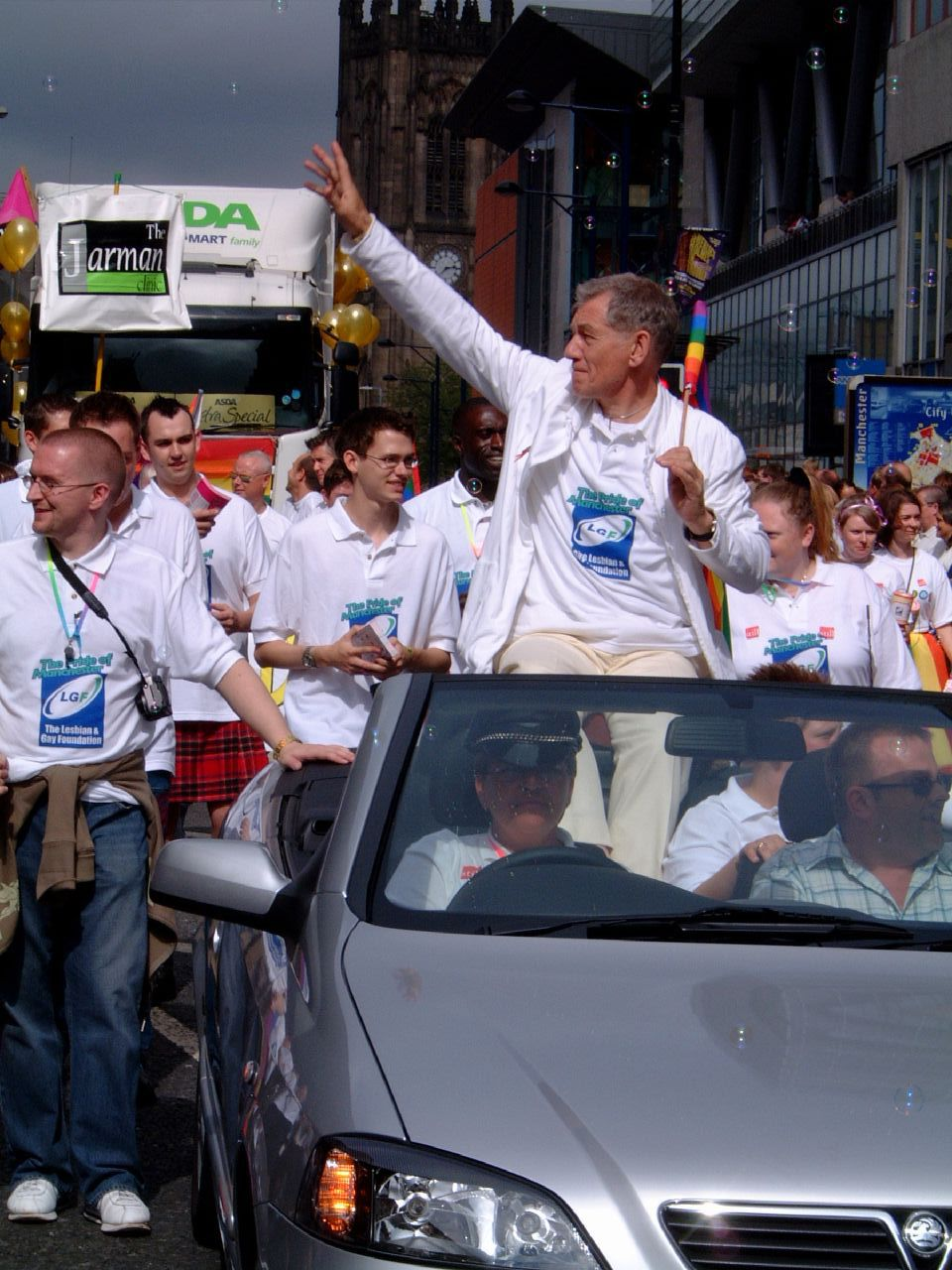
Ian McKellen a 2003-as Europride-on

Sir Ian gyakran vállalt olyan filmet, mely homoszexuális témát mutat be: színházban a Hajlam című darabban többször is szerepelt, amit később filmben is eljátszott. Az És a zenekar tovább játszik... című tv-filmben szintén melegként mutatkozik be, csakúgy, mint az Érzelmek tengerében, melyben James Whale, híres homoszexuális rendezőt vitte a vászonra (alakításáért Oscar-díjra jelölték). A 2002-es Oscar-gálán McKellen az akkori barátjával, Nick Cuthell-el jelent meg (ezt csak Nigel Hawthorne "merte" megtenni, aki mint nyíltan vállalt meleg színész, az ünnepségen homoszexuális társával jelent meg).
2006-ban "védőszentje" lett a Pridenak és Kennedy Albert Trust szervezetnek, mely támogatja a hajléktalanokat és a bajba jutott fiatal LMBT embereket.
De McKellen botrányaiban is megmutatkozott: A Details magazin egyik riportere megkérdezte McKellentől, hogy igaz-e a szóbeszéd, miszerint amikor hotelekben száll meg, kitépi a Bibliának azt a bizonyos lapját, mely a melegeket ítéli el. McKellen igennel felelt. Szingapúrban pedig arra kérte a vele televíziós interjút készítő egyik riportert, hogy ajánljon neki egy meleg bárt. A műsort azonnal leállították és kisebb botrány kerekedett az esetből.

## Filmográfia

### Film
| Év   | Magyar cím                                   | Eredeti cím                                      | Szerep                                 | Magyar hang       |
| ---- | -------------------------------------------- | ------------------------------------------------ | -------------------------------------- | ----------------- |
| 1969 | Malomkő                                      | A Touch of Love                                  | George Matthews                        |                   |
| 1969 | Nagy Alfréd                                  | Alfred the Great                                 | Roger                                  |                   |
| 1969 |                                              | The Promise                                      | Leonidik                               |                   |
| 1981 | A szerelem oltárán                           | Priest of Love                                   | D. H. Lawrence                         |                   |
| 1983 | Az erőd                                      | The Keep                                         | Dr. Theodore Cuza                      |                   |
| 1985 | Bőség                                        | Plenty                                           | Sir Andrew Charleson                   |                   |
| 1985 |                                              | Zina                                             | Arthur Kronfeld                        |                   |
| 1989 | Botrány                                      | Scandal                                          | John Profumo                           |                   |
| 1993 | Hatszoros ölelés                             | Six Degrees of Separation                        | Geoffrey Miller                        | Rosta Sándor      |
| 1993 | Little Jo balladája                          | The Ballad of Little Jo                          | Percy Corcoran                         | Székhelyi József  |
| 1993 | Az utolsó akcióhős                           | Last Action Hero                                 | Halál                                  | Kristóf Tibor     |
| 1993 | Az utolsó akcióhős                           | Last Action Hero                                 | Halál                                  | Szélyes Imre      |
| 1994 | Bármit megteszek                             | I'll Do Anything                                 | John Earl McAlpine                     | Kun Vilmos        |
| 1994 | Az Árnyék                                    | The Shadow                                       | Dr. Reinhardt Lane                     | Szokolay Ottó     |
| 1994 | Az Árnyék                                    | The Shadow                                       | Dr. Reinhardt Lane                     | Kristóf Tibor     |
| 1994 |                                              | To Die For                                       | narrátor (hangja)                      |                   |
| 1995 | Változások kora                              | Restoration                                      | Will Gates                             | Makay Sándor      |
| 1995 | III. Richárd                                 | Richard III                                      | III. Richárd                           | Rajhona Ádám      |
| 1995 | III. Richárd                                 | Richard III                                      | III. Richárd                           | Tordy Géza        |
| 1995 | Jack és Sarah                                | Jack and Sarah                                   | William                                | Dobránszky Zoltán |
| 1997 | Érzelmek hullámain                           | Swept from the Sea                               | Dr. James Kennedy                      | Bács Ferenc       |
| 1997 | Hajlam                                       | Bent                                             | Freddie nagybácsi                      |                   |
| 1998 | Érzelmek tengerében                          | Gods and Monsters                                | James Whale                            | Papp János        |
| 1998 | Stephen King: Az eminens                     | Apt Pupil                                        | Kurt Dussander                         | Dobránszky Zoltán |
| 2000 | Cirque du Solei: A sors cirkusza (rövidfilm) | Cirque du Soleil: Journey of Man                 | narrátor (hangja)                      | Papp János        |
| 2000 | X-Men – A kívülállók                         | X-Men                                            | Eric Magnus Lensherr / Magneto         | Helyey László     |
| 2001 | A Gyűrűk Ura: A Gyűrű Szövetsége             | The Lord of the Ring: The Fellowship of the Ring | Gandalf                                | Bács Ferenc       |
| 2002 | A Gyűrűk Ura: A két torony                   | The Lord of the Ring: The Two Towers             | Gandalf                                | Bács Ferenc       |
| 2003 | X-Men 2                                      | X2                                               | Eric Magnus Lensherr / Magneto         | Helyey László     |
| 2003 | Emile                                        | Emile                                            | Emile                                  |                   |
| 2003 | A Gyűrűk Ura: A király visszatér             | The Lord of the Ring: The Return of the King     | Gandalf                                | Bács Ferenc       |
| 2005 | Tizennyolc                                   | Eighteen                                         | Jason Anders (hangja)                  |                   |
| 2005 | Sohaország                                   | Neverwas                                         | Gabriel Finch                          | Fülöp Zsigmond    |
| 2005 | Asylum                                       | Asylum                                           | Dr. Peter Cleave                       |                   |
| 2005 | A bűvös körhinta                             | Sprung!: The Magic Roundabout                    | Zebedee (hangja)                       |                   |
| 2006 | Elvitte a víz                                | Flushed Away                                     | Varangy (hangja)                       | Bács Ferenc       |
| 2006 | A Da Vinci-kód                               | The Da Vinci Code                                | Sir Leigh Teabing                      | Bács Ferenc       |
| 2006 | X-Men: Az ellenállás vége                    | X-Men: The Last Stand                            | Eric Magnus Lensherr / Magneto         | Helyey László     |
| 2007 | Csillagpor                                   | Stardust                                         | narrátor (hangja)                      | Végvári Tamás     |
| 2007 | Az arany iránytű                             | The Golden Compass                               | Iorek Byrnison (hangja)                | Papp János        |
| 2012 | A hobbit: Váratlan utazás                    | The Hobbit: An Unexpected Journey                | Gandalf                                | Bács Ferenc       |
| 2013 | A hobbit: Smaug pusztasága                   | The Hobbit: The Desolation of Smaug              | Gandalf                                | Bács Ferenc       |
| 2013 | Farkas                                       | The Wolverine                                    | Eric Magnus Lensherr / Magneto (cameo) | Helyey László     |
| 2014 |                                              | Miss in Her Teens                                | The Prologue                           |                   |
| 2014 | X-Men: Az eljövendő múlt napjai              | X-Men: Days of Future Past                       | Eric Magnus Lensherr / Magneto         | Fülöp Zsigmond    |
| 2014 | A hobbit: Az öt sereg csatája                | The Hobbit: The Battle of the Five Armies        | Gandalf                                | Bács Ferenc       |
| 2015 | Mr. Holmes                                   | Mr. Holmes                                       | Sherlock Holmes                        | Kertész Péter     |
| 2017 | A szépség és a szörnyeteg                    | Beauty and the Beast                             | Tik-Tak úr                             | Balázs Péter      |
| 2017 | Állati jó kekszek                            | Animal Crackers                                  | Horatio P. Huntington (hangja)         | Benkő Péter       |
| 2018 | Színház a világ                              | All Is True                                      | Earl of Southampton                    |                   |
| 2019 | A hazugság művészete                         | The Good Liar                                    | Roy Courtnay                           | Fodor Tamás       |
| 2019 | Macskák                                      | Cats                                             | Tus, a színházi macska                 | Fodor Tamás       |
| 2021 |                                              | Infinitum: Subject Unknown                       | Dr. Charles Marland-White              |                   |
| 2023 |                                              | The One Note Man (rövidfilm)                     | narrátor (hangja)                      |                   |
| 2023 |                                              | The Critic                                       | Jimmy Erskine                          |                   |
| 2025 |                                              | The Christophers                                 |                                        |                   |
| 2026 |                                              | Avengers: Doomsday                               | Eric Magnus Lensherr / Magneto         |                   |

### Televízió
| Év        | Magyar cím                               | Eredeti cím                         | Szerep                           | Megjegyzések                                         |
| --------- | ---------------------------------------- | ----------------------------------- | -------------------------------- | ---------------------------------------------------- |
| 1964      |                                          | The Indian Tales of Rudyard Kipling | Plowden                          | 1 epizód                                             |
| 1965      |                                          | Sunday Out of Season                | Victor Leech                     | tévéfilm                                             |
| 1965      |                                          | The Wednesday Play                  | Wolf                             | 1 epizód                                             |
| 1966      | Copperfield Dávid                        | David Copperfield                   | Copperfield Dávid                | 9 epizód                                             |
| 1970      |                                          | Solo                                | John Keats                       | 1 epizód                                             |
| 1972      |                                          | Country Matters                     | David Masterman                  | 1 epizód                                             |
| 1978      |                                          | Jackanory                           | mesélő                           | 5 epizód                                             |
| 1979      | Machbeth                                 | Macbeth                             | Macbeth                          | tévéfilm                                             |
| 1980      |                                          | Armchair Thriller                   | Anthony Skipling                 | 4 epizód                                             |
| 1981      |                                          | Pillar of Fire                      | narrátor                         | dokumentumfilm                                       |
| 1982      | A skarlát virág                          | The Scarlet Pimpernel               | Paul Chauvelin                   | - tévéfilm - magyar hangja: - Dörner György          |
| 1982      |                                          | Walter                              | Walter                           | tévéfilm                                             |
| 1983      |                                          | Walter and June                     | Walter                           | tévéfilm                                             |
| 1988      | Istenek malmai                           | Windmills of the Gods               | elnök                            | 2 epizód                                             |
| 1989      | Hitler végső döntése – A háború küszöbén | Countdown to War                    | Adolf Hitler                     | tévéfilm                                             |
| 1990      | Othello                                  | Othello                             | Jago                             | tévéfilm                                             |
| 1993      | És a zenekar játszik tovább…             | And the Band Played On              | Bill Kraus                       | - tévéfilm - magyar hangja: - Melis Gábor            |
| 1993      | San Francisco-i történetek               | Tales of the City                   | Archibald Anson Gidde            | minisorozat (2 epizód)                               |
| 1995      | Fura farm                                | Cold Comfort Farm                   | Amos Starkadder                  | tévéfilm                                             |
| 1996      | Raszputyin                               | Rasputin: Dark Servant of Destiny   | II. Miklós cár                   | - tévéfilm - magyar hangja: - Barbinek Péter         |
| 1999      | Copperfield Dávid                        | David Copperfield                   | Mr. Creakle                      | - kétrészes tévéfilm - magyar hangja: - Rajhona Ádám |
| 2002      | Saturday Night Live                      | Saturday Night Live                 | önmaga (házigazda)               | 1 epizód                                             |
| 2003      | A Simpson család                         | The Simpsons                        | önmaga (hangja)                  | 1 epizód                                             |
| 2005      |                                          | Coronation Street                   | Mel Hutchwright / Lionel Hipkiss | 10 epizód                                            |
| 2006      | Futottak még…                            | Extras                              | önmaga                           | - 1 epizód - magyar hangja: - Varga T. József        |
| 2008      | Lear király                              | King Lear                           | Lear király                      | tévéfilm                                             |
| 2009      |                                          | The Prisoner                        | Number Two                       | minisorozat (6 epizód)                               |
| 2012      | Ki vagy, doki?                           | Doctor Who                          | The Great Intelligence (hangja)  | 1 epizód                                             |
| 2013–2016 |                                          | Vicious                             | Freddie Thornhill                | 14 epizód                                            |
| 2015      | Az öltöztető                             | The Dresser                         | Norman                           | - tévéfilm - magyar hangja: - Blaskó Péter           |
| 2018      | Family Guy                               | Family Guy                          | Dr. Cecil Pritchfield            | 1 epizód                                             |

### Videójátékok
| Év   | Magyar cím                                    | Eredeti cím                                | Szerep           |
| ---- | --------------------------------------------- | ------------------------------------------ | ---------------- |
| 2002 |                                               | The Lord of the Rings: The Two Towers      | Gandalf (hangja) |
| 2003 | A Gyűrűk Ura: A király visszatér (videójáték) | Lord of the Rings: The Third Age           | Gandalf (hangja) |
| 2004 |                                               | The Lord of the Rings: The Third Age       | Gandalf (hangja) |
| 2004 | A Gyűrűk Ura: Harc Középföldéért              | Lord of the Rings: Battle for Middle Earth | Gandalf (hangja) |

## Színházi szerepei
| Év        | Cím                                                     | Eredeti cím                              | Szerepe                    | Hol játszották |
| --------- | ------------------------------------------------------- | ---------------------------------------- | -------------------------- | --- |
| 2009-2010 | Samuel Beckett: Godot-ra várva                          | Waiting for Godot                        | Estragon                   | Haymarket Színház (2009-2010) Melbourne-i Víg Színház (2010) Fugard Színház (2010)                                                               |
| 2007-2008 | William Shakespeare: Lear király                        | King Lear                                | Lear király                | Új-Zéland (2007) New York (2007) Minneapolis (2007) A West End (2007)-(2008)                                                                     |
| 2007-2008 | Anton Csehov: Sirály                                    | The Seagull                              | Sorin                      | Countryard Színház (2007) New York (2007) Minneapolis (2007) A West End (2007)-(2008)                                                            |
| 2007      | William Shakespeare: Lear király                        | King Lear                                | Lear király                | Countryard Színház (2007) |
| 2006      | A vágó                                                  | The Cut                                  |                            | Donmar Warehouse (2006) |
| 2004-2005 | Aladdin                                                 | Aladdin                                  | Twankie, az özvegy         | Old Vic Színház (2004)-(2005) |
| 2001-2003 | A haláltánc                                             | Dance of Death                           | Edgar                      | Broadhust Színház (2001) Lyric Színház (2003) |
| 1999      | William Shakespeare: A vihar                            | The Tempest                              | Prospero                   | Nyugat-Yorkshire Játékház (1999) |
| 1998      | Ne nevess korán                                         | Present Laughter                         | Garry Essendine            | Nyugat-Yorkshire Játékház (1998) |
| 1998      | Anton Csehov: Sirály                                    | The Seagull                              | Dr. Dorn                   | Countryard Színház (1998) |
| 1997      | Pán Péter                                               | Pan Peter                                | Hook kapitány/ Mr. Darling | Olivier Színház (1997) |
| 1997-1998 | A nép ellensége                                         | An Enemy of the People                   | Dr. Thomas Stockmann       | Olivier Színház (1997) Ahmanson Színház (1998)                                                                                                   |
| 1997      |                                                         | A Knight out in Los Angeles              |                            | Los Angeles Színház Centrum (1997) |
| 1997      |                                                         | A Knight out in Brussels                 |                            | Theatre du Residence Palace (1997) |
| 1996      |                                                         | A Knight out in the East End             |                            | St. Paul Artista Center (1996) |
| 1994      |                                                         | A Knight out at the Market Theatre       |                            | Marker Színház (1994) |
| 1994      |                                                         | A Knight out at the Lyceum               |                            | Lyceum Színház (1994) |
| 1992      | Anton Csehov: Ványa bácsi                               | Uncle Vanya                              |                            | Cottesloe Színház (1992) |
| 1991      |                                                         | Napoli Milianaria                        | Gennaro                    | Lyttelton Színház (1991) |
| 1990      | William Shakespeare: Lear király                        | King Lear                                | Kent gróf                  | Lyttelton Színház (1990) |
| 1990      | William Shakespeare: III. Richárd                       | Richard III                              | III. Richard               | Lyttelton Színház (1990) |
| 1990      |                                                         | Chip in the Sugar                        |                            | Haymarket Színház (1990) |
| 1989      | William Shakespeare: Othello                            | Othello                                  | Iago                       | Royal Shakespeare Színház (1989) Other Place Színház (1989) Young Vic Színház (1989)                                                             |
| 1989-1990 | Hajlam                                                  | Bent                                     | Max                        | Adelphi Színház (1989) Lyttelton Színház (1990) Iater Garrick Színház (1990)                                                                     |
| 1988      | Mostantól fogva                                         | Henceforward                             | Jerome                     | Vaudeville Színház (1988) |
| 1988      |                                                         | Before the Act                           | Freddie bácsi              | Piccadilly Színház (1988) |
| 1985-1986 | Anton Csehov: Cseresznyéskert                           | The Cherry Orchard                       | Lopakhin                   | Royal Nemzeti Színház (1985) Lyttelton Színház (1985) Blackstone Színház (1986)                                                                  |
| 1985-1986 | A kritikus                                              | The Critic                               | Mr. Puff                   | Royal Nemzeti Színház (1985) Lyttelton Színház (1985) Blackstone Színház (1986)                                                                  |
| 1985-1986 | Tom Stoppard: Az igazi Kopó Felügyelő                   | The Real Inspector Hound                 | Kopó Felügyelő             | Royal Nemzeti Színház (1985) Lyttelton Színház (1985) Blackstone Színház (1986)                                                                  |
| 1985-1986 | John Webster: Amalfi hercegnő                           | The Duchess of Malfi                     | Bosola                     | Royal Nemzeti Színház (1985) Lyttelton Színház (1985) Blackstone Színház (1986)                                                                  |
| 1984      | Coriolanus                                              | Coriolanus                               | Caius Martius Coriolanus   | Royal Nemzeti Színház (1984) Olivier Színház (1984)                                                                                              |
| 1984-1986 | Anton Csehov: Vad méz                                   | Wild Honey                               | Michael Platonov           | Royal Nemzeti Színház (1984) Lyttelton Színház (1984) Iater Ahmanson Színház (1986) Virginia Színház (1986)                                      |
| 1984      |                                                         | Venice Preserv'd                         | Pierre                     | Royal Nemzeti Színház (1984) Lyttelton Színház (1984)                                                                                            |
| 1983      | Gyávaság                                                | Cowardice                                | férfi                      | Ambassador Színház (1983) |
| 1983      |                                                         | The Short List                           | Terry                      | Hampstead Színház Klub (1983) |
| 1980      | Amadeus                                                 | Amadeus                                  | Antonio Salieri            | Nemzeti Színház (1980) Broadhust Színház (1980)                                                                                                  |
| 1980      | A Sas Új-Mexikóban                                      | Eagle in New Mexico                      |                            | Paolo Soleri Színház (1980) |
| 1979      | Hajlam                                                  | Bent                                     | Max                        | Criterion Színház (1979) |
| 1978      | Anton Csehov: Három nővér                               | Three Sisters                            |                            | Royal Shakespeare Társaság (1978) |
| 1978      |                                                         | A Miserable and Lonely Death             | Kentridge                  | Royal Shakespeare Társaság (1978) |
| 1977      |                                                         | Days of the Commune                      | Langevin                   | Royal Shakespeare Társaság (1977) Aldwych Színház (1977)                                                                                         |
| 1977      |                                                         | Pillars of the Community                 | Karsten Bernick            | Royal Shakespeare Társaság (1977) Aldwych Színház (1977)                                                                                         |
| 1977      |                                                         | Every Good Boy Deserves Favour           | Alex                       | Royal Shakespeare Társaság (1977) |
| 1977-1978 | Az alkimista                                            | The Alchemist                            | az Arc                     | Royal Shakespeare Társaság (1977) Other Place Színház (1977) Aldwych Színház (1977)-(1978)                                                       |
| 1977      | Ugye Charleston?                                        | Won't You Charleston?                    |                            | Hilton Hotel (1977) |
| 1976      |                                                         | Words, Words, Words                      |                            | Edinburgh Fesztivál (1976) Belfast Fesztivál (1976)                                                                                              |
| 1976-1977 | William Shakespeare: Macbeth                            | Macbeth                                  |                            | Royal Shakespeare Társaság (1976) Other Place Színház (1976) Gulbenkinan Színház (1977) Royan Shakespeare Színház (1977) Donmar Warehouse (1977) |
| 1976      | Téli rege                                               | The Winter's Tale                        | Leontes                    | Royal Shakespeare Társaság (1976) Royan Shakespeare Színház (1976)                                                                               |
| 1976-1977 | William Shakespeare: Rómeó és Júlia                     | Romeo and Juliet                         | Rómeó                      | Royal Shakespeare Társaság (1976) Aldwych Színház (1977)                                                                                         |
| 1975      | George Bernard Shaw: Olyan igaz, hogy nem is lehet szép | Too True to Be Good                      | Aubrey Bagot               | Royal Shakespeare Társaság (1975) Aldwych Színház (1975)                                                                                         |
| 1975      |                                                         | The Journalists                          | a szerkesztő               | Jackson's Lane Community Center (1975) |
| 1975      |                                                         | Ashes                                    | Colin                      | Young Vic Színház (1975) |
| 1975      | William Shakespeare: János király                       | King John                                | Fülöp, francia király      | Royal Shakespeare Társaság (1975) Aldwych Színház (1975)                                                                                         |
| 1975      | Keith márki                                             | The Marquis of Keith                     |                            | Royal Shakespeare Társaság (1975) Aldwych Színház (1975)                                                                                         |
| 1974      | Dr. Faust                                               | Dr Faustus                               |                            | Royal Shakespeare Társaság (1974) Aldwych Színház (1974)                                                                                         |
| 1973      | William Shakespeare: Lear király                        | King Lear                                | Edgar                      | Brooklyn Színész Társaság (1973) |
| 1973      |                                                         | Knots                                    |                            | Brooklyn Színész Társaság (1973) |
| 1973      | Együtt                                                  | Ensemble                                 |                            | Shaw Színház (1973) |
| 1973      |                                                         | The Wood Demon                           | Krushchev                  | Brooklyn Színész Társaság (1973) |
| 1973      |                                                         | The Way the of World                     | inas                       | Brooklyn Színész Társaság (1973) |
| 1972      | A három nyíl                                            | The Three Arrows                         | Yoremitsu herceg           | Ipswich-i Művészet Színház (1972) |
| 1972      |                                                         | 'Tis Pity She's a Whore                  | Giovanni                   | Ipswich-i Művészet Színház (1972) |
| 1972      |                                                         | Ruling the Roost                         |                            | Wimblendon-i Színész Társaság (1972) |
| 1971      | Anton Csehov: Hattyúdal                                 | Swansong                                 | Svelovidov                 | Crucible Színház (1971) |
| 1971      | William Shakespeare: Hamlet                             | Hamlet                                   | Hamlet herceg              | Prospect Színház (1971) Cambridge Színház (1971)                                                                                                 |
| 1970      |                                                         | Chips with Everything                    | Hill                       | Cambridge Színház (1970) |
| 1970      |                                                         | The Recruiting Officer                   | Plume kapitány             | Cambridge Színház (1970) |
| 1970      | Billy utolsó állomása                                   | Billy's Last Stand                       | Darkly                     | Royal Court Színház Színház (1970) |
| 1970      |                                                         | An Evening of Free Greek Music and Drama |                            | Royal Albert Hall (1970) |
| 1969      | II. Edward                                              | Edward II                                | II. Edward                 | A West End (1969) |
| 1969      | Bakkhánsnők                                             | The Bacchae                              | Pentheus                   | Liverpool Játékház (1969) |
| 1968      | II. Richárd                                             | Richard II                               | II. Richard                | A West End (1969) |
| 1968      |                                                         | Art Reflected                            | felolvasó                  | Apollo Színház (1968) |
| 1968      | Fekete komédia                                          | Black Comedy                             | Harold Gorringe            | Lyric Színház (1968) |
| 1968      |                                                         | White Liars                              | Tom                        | Lyric Színház (1968) |
| 1967      | Az ígéret                                               | The Promise                              | Leonidik                   | New Színház (1967) Ofxord Játékház (1967) Ianter Forune Színház (1967) Henry Miller Színház (1967)                                               |
| 1966      | Nagy vitézség                                           | O'Flaherty V.C.                          | O'Flaherty közlegény       | Mermaid Színház (1966) |
| 1966      | George Bernard Shaw: A sors embere                      | The Man of Dentiny                       | Bonaparte Napóleon         | Mermaid Színház (1966) |
| 1966      | Aranyváros                                              | Golden City                              | Andrew Cobham              | Royal Court Színház (1966) |
| 1966      |                                                         | Their Very Own                           | Andrew Cobham              | Royal Court Színház (1966) |
| 1965      |                                                         | A Lily in Little India                   | Alvin Hanker               | Hamstead Színház Klub (1965) St. Martin Színház (1965)                                                                                           |
| 1965      |                                                         | Trelawny of the Wells                    | de Foenix kapitány         | Nemzeti Színház (1965) Chichester Fesztivál (1965)                                                                                               |
| 1965      |                                                         | Armstrong's Last Goodnight               | protestáns evenélista      | Nemzeti Színház (1965) Chichester Fesztivál (1965)                                                                                               |
| 1965      | William Shakespeare: Sok hűhó semmiért                  | Much Ado about Nothing                   | Claudio                    | Nemzeti Színház (1965) Old Vic Színház (1965) |
| 1964      | Virágok illata                                          | A Scent of Flowers                       | Gogo                       | Wimbledon Színház (1964) Duke of York's Színház (1964)                                                                                           |
| 1964      | Sir Thomas More                                         | Sir Thomas More                          | Richard Day                | Nottingham Játékház (1964) |
| 1964      | Szombat este, vasárnap reggel                           | Saturday Night and Sunday Morning        | Arthur Seaton              | Nottingham Játékház (1964) |
| 1964      |                                                         | The May of Zalamea                       | Don Alvaro kapitány        | Nottingham Játékház (1964) |
| 1964      |                                                         | The Bashful Genius                       | Winifred Hutchins          | Nottingham Játékház (1964) |
| 1964      |                                                         | The Life in My Hands                     | John Bogle                 | Nottingham Játékház (1963) |
| 1963      | Coriolanus                                              | Coriolanus                               | Tullus Aufidius            | Nottingham Játékház (1963) |
| 1963      | Mindent a maga idejében                                 | All in Good Time                         | Arthur Fitton              | Ipswich-i Művészet Színház (1963) |
| 1963      | Musgrave őrmester tánca                                 | Sergeant Musgrave's Dance                | Sparky közlegény           | Ipswich-i Művészet Színház (1963) |
| 1963      | Gyilkosság villanófényben                               | The Public Eye                           | Julian Christoforou        | Ipswich-i Művészet Színház (1963) |
| 1963      | Zöld a vetés                                            | The Corn Is Green                        | Morgan Evans               | Ipswich-i Művészet Színház (1963) |
| 1963      |                                                         | Salad Days                               | Fosdyke/ Nigel             | Ipswich-i Művészet Színház (1963) |
| 1963      | Én, John Brown                                          | I, John Brown                            | Andrew Acre                | Ipswich-i Művészet Színház (1963) |
| 1963      |                                                         | To Dorothy a Son                         | hang                       | Ipswich-i Művészet Színház (1963) |
| 1963      | Hosszú út az éjszakába                                  | Long Day's Journey into Night            | Edmund Tyrone              | Ipswich-i Művészet Színház (1963) |
| 1963      |                                                         | The Big Contract                         | Robin Green                | Belgrád Színház (1963) |
| 1963      | Luther                                                  | Luther                                   | Luther Márton              | Ipswich-i Művészet Színház (1963) |
| 1963      | Arzén és levendula                                      | Arsenic and Old Lace                     | Mortimer Brewster          | Ipswich-i Művészet Színház (1963) |
| 1963      | A mi erdőnk alján                                       | Under Milk Wood                          | Cherry Owen                | Ipswich-i Művészet Színház (1963) |
| 1963      | William Shakespeare: V. Henrik                          | Henry V.                                 |                            | Ipswich-i Művészet Színház (1963) |
| 1963      |                                                         | How Dare We!                             | több karakter              | Ipswich-i Művészet Színház (1963) |
| 1962      | Aladdin és a csodalámpa                                 | Aladdin and His Wonderful Lamp           | kínai rendőr               | Ipswich-i Művészet Színház (1962) |
| 1962      | Copperfield Dávid                                       | David Copperfield                        |                            | Ipswich-i Művészet Színház (1962) |
| 1962      | Az erőd                                                 | The Keep                                 | Robert Chetwyn             | Ipswich-i Művészet Színház (1962) |
| 1962      |                                                         | The Amorous Prawn                        | Larry Hoffman              | Ipswich-i Művészet Színház (1962) |
| 1962      |                                                         | The Big Killing                          | Gavin Cole                 | Ipswich-i Művészet Színház (1962) |
| 1962      | Kaszt                                                   | Caste                                    | Sam Gerridge               | Ipswich-i Művészet Színház (1962) |
| 1962      |                                                         | The Gazebo                               | Elliot Nash                | Ipswich-i Művészet Színház (1962) |
| 1962      | Becket                                                  | Becket                                   | Bishop Folliott            | Ipswich-i Művészet Színház (1962) |
| 1962      |                                                         | Semi-Detached                            | Tom Midway                 | Belgrád Színház (1962) |
| 1962      | Noah                                                    | Noah                                     | Shem                       | Belgrád Színház (1962) |
| 1962      |                                                         | The Irregular Verb to Love               | Andrew Rankin              | Belgrád Színház (1962) |
| 1962      | Agatha Christie:Tíz kicsi néger                         | Ten Little Niggers                       | Anthony Marston            | Belgrád Színház (1962) |
| 1962      | Boldog születésnapot                                    | Happy Returns                            | több karakter              | Belgrád Színház (1962) |
| 1962      | William Shakespeare: Sok hűhó semmiért                  | Much Ado about Nothing                   | Claudio                    | Belgrád Színház (1962) |
| 1962      | A menyasszony visszatér                                 | The Bride Comes Back                     | Joe Tilney                 | Belgrád Színház (1962) |
| 1962      | Anton Csehov: A sirály                                  | The Seagull                              | Konstantin                 | Belgrád Színház (1962) |
| 1961      |                                                         | Toad of Toad Hall                        | Weasel főnök               | Belgrád Színház (1961) |
| 1961      | Mr. Pickwick                                            | Mr. Pickwick                             | Mr. Snodgrass              | Belgrád Színház (1961) |
| 1961      |                                                         | End of Conflict                          | Simon Manson               | Belgrád Színház (1961) |
| 1961      | Az ünnepség                                             | Celebration                              | Stan Dyson                 | Belgrád Színház (1961) |
| 1961      | Éjféli matiné                                           | Midnight Matinee                         |                            | Belgrád Színház (1961) |
| 1961      | Agatha Christie: Fekete kávé                            | Black Coffee                             | Tredwell                   | Belgrád Színház (1961) |
| 1961      | George Bernard Shaw: Sosem lehet tudni                  | You Never Can Tell                       | Philip Clandon             | Belgrád Színház (1961) |
| 1961      |                                                         | When We Are Married                      | Fred Dyson                 | Belgrád Színház (1961) |
| 1961      | Egy ember az örökkévalóságnak                           | A Man for All Seasons                    | William Roper              | Belgrade Színház (1961) |
| 1961      | Caesar és Kleopátra                                     | Caesar and Cleopatra                     | Achillas                   | Cambridge-i Egyetemi Játékház (1961) |
| 1961      | A pacsirta                                              | The Lark                                 | Warwick                    | Marlowe Társaság (1961) |
| 1961      |                                                         | The Country Wife                         | Mr. Pinchwife              | Amatőr Dráma Klub (1961) ADC Színház (1961) |
| 1961      | William: Shakespeare: VI. Henrik                        | Henry VI.                                | VI. Henrik                 | Marlowe Társaság (1961) |
| 1961      |                                                         | The Birthday Party                       | Stanley Webber             | Amatőr Dráma Klub (1961) ADC Színház (1961) |
| 1960      |                                                         | Cards and Identity                       | Mallet kapitány            | Amatőr Dráma Klub (1960) ADC Színház (1960) |
| 1960      | A vadkacsa                                              | The Wild Duck                            | Hjalmar Ekdal              | Cambridge-i Egyetemi Játékház (1961) |
| 1960      | Vízkereszt                                              | Twelfth Night                            | Toby                       | Cambridge-i Egyetemi Játékház (1961) |
| 1960      | Dr. Faustus                                             | Dr Faustus                               | a Pápa                     | Marlowe Társaság (1960) |
| 1960      |                                                         | Friar Bacon and Friar Bungay             | Lacy gróf                  | Marlowe Társaság (1960) |
| 1960      |                                                         | Lullaby of Park Street                   | fiatal srác                | Amatőr Dráma Klub (1960) ADC Színház (1960) |
| 1960      |                                                         | The Duenna                               | Paul atya                  | Amatőr Dráma Klub (1960) ADC Színház (1960) |
| 1960      |                                                         | Cymbeline                                | Posthumus                  | Marlowe Társaság (1960) |
| 1960      |                                                         | Six Characters in Search of an Author    | a fiú                      | ADC Színház (1960) |
| 1959      |                                                         | Saint's Day                              | Charles Heberden           | Amatőr Dráma Klub (1959) ADC Színház (1959) |
| 1959      | A három nővér                                           | The Three Sisters                        | Tuzenbach                  | Marlowe Társaság (1959) |
| 1959      | A lóvá tett lovagok                                     | Love's Labours                           | Holofernész                | Amatőr Dráma Klub (1959) ADC Színház (1959) |
| 1959      |                                                         | Deutsches Haus                           | Harry                      | Amatőr Dráma Klub (1959) ADC Színház (1959) |
| 1959      | IV. Henrik                                              | Henry IV                                 |                            | Marlowe Társaság (1959) |
| 1959      |                                                         | A Month in the Country                   | Alekszej                   | Amatőr Dráma Klub (1959) ADC Színház (1959) |
| 1959      | Tom Sawyer kalandjai                                    | The Adventures of Tom Sawyer             | Townsperson                | Boltoni Kisszínház (1959) |
| 1958      |                                                         | Camino Real                              | a túlélő                   | Amatőr Dráma Klub (1958) ADC Színház (1958) |
| 1958      |                                                         | A Applecart                              | Magnus király              | Amatőr Dráma Klub (1958) ADC Színház (1958) |

## Díjak és jelölések

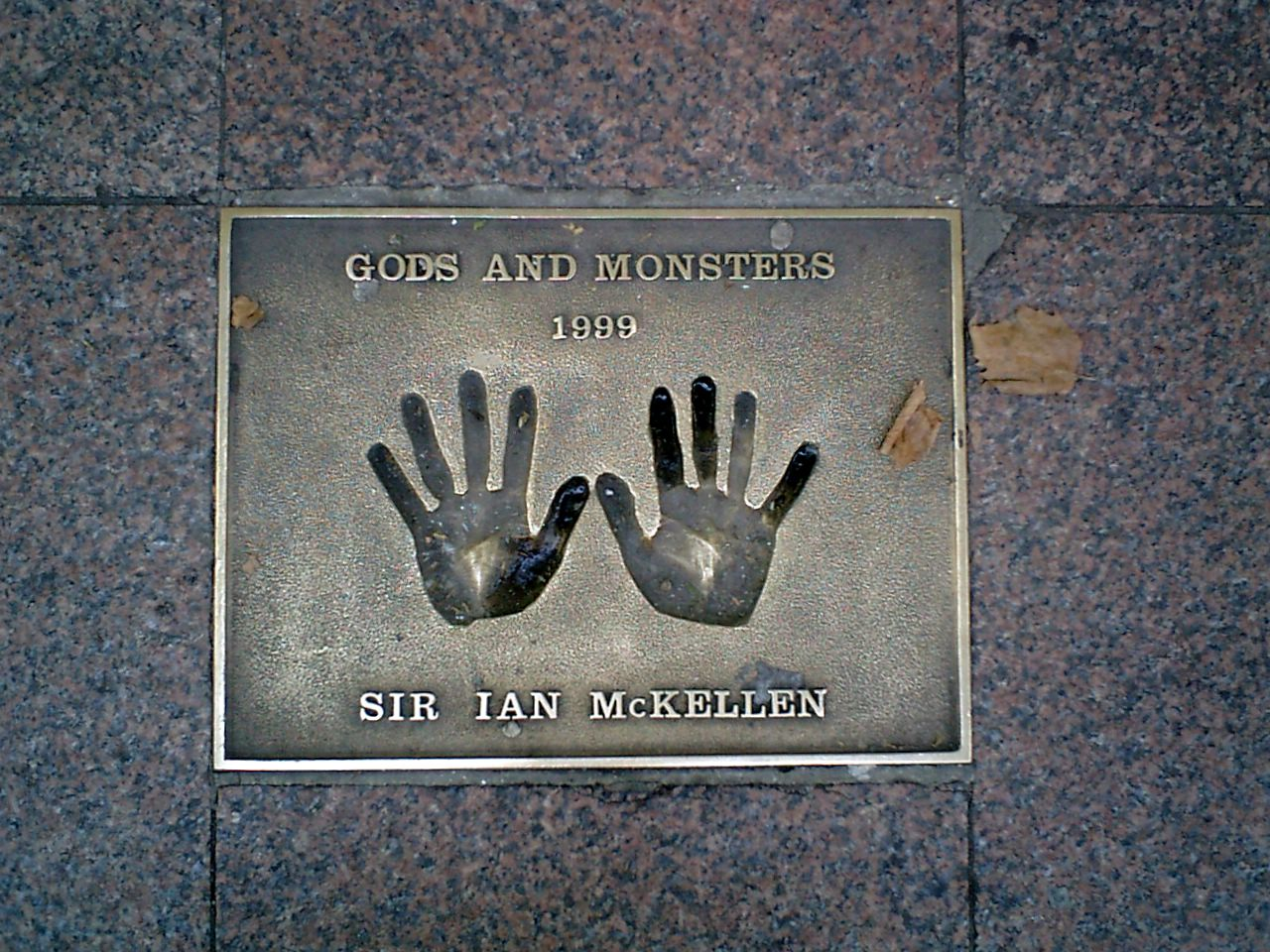
Ian McKellen kézlenyomata

Oscar-díj
| Év   | Kategória                    | Jelölt mű                        | Eredmény | Ref.   |
| ---- | ---------------------------- | -------------------------------- | -------- | ------ |
| 1999 | Legjobb férfi főszereplő     | Érzelmek tengerében              | Jelölve  | [ 32 ] |
| 2002 | Legjobb férfi mellékszereplő | A Gyűrűk Ura: A Gyűrű Szövetsége | Jelölve  | [ 33 ] |

BAFTA-díj
| Év                   | Kategória                     | Jelölt mű                        | Eredmény         |                  |
| Filmes BAFTA-díj     | Filmes BAFTA-díj              | Filmes BAFTA-díj                 | Filmes BAFTA-díj | Filmes BAFTA-díj |
| -------------------- | ----------------------------- | -------------------------------- | ---------------- | ---------------- |
| 1996                 | Legjobb férfi főszereplő      | III. Richárd                     | Jelölve          |                  |
| 1996                 | Legjobb adaptált forgatókönyv | III. Richárd                     | Jelölve          |                  |
| 2001                 | Legjobb férfi főszereplő      | A Gyűrűk Ura: A Gyűrű Szövetsége | Jelölve          |                  |
| 2003                 | Legjobb férfi mellékszereplő  | A Gyűrűk Ura: A király visszatér | Jelölve          |                  |
| Televíziós BAFTA-díj |                               |                                  |                  |                  |
| 2016                 | Legjobb férfi mellékszereplő  | Az öltöztető                     | Jelölve          |                  |

Emmy-díj
| Év                 | Kategória                                                | Jelölt mű                    | Eredmény           | Ref.               |
| Primetime Emmy-díj | Primetime Emmy-díj                                       | Primetime Emmy-díj           | Primetime Emmy-díj | Primetime Emmy-díj |
| ------------------ | -------------------------------------------------------- | ---------------------------- | ------------------ | ------------------ |
| 1994               | Legjobb férfi mellékszereplő (minisorozat vagy tévéfilm) | És a zenekar játszik tovább… | Jelölve            | [ 34 ]             |
| 1996               | Legjobb férfi mellékszereplő (minisorozat vagy tévéfilm) | Raszputyin                   | Jelölve            | [ 34 ]             |
| 2006               | Legjobb vendégszínész (vígjátéksorozat)                  | Futottak még…                | Jelölve            | [ 34 ]             |
| 2008               | Legjobb férfi főszereplő (minisorozat vagy tévéfilm)     | Lear király                  | Jelölve            | [ 34 ]             |
| 2009               | Legjobb férfi főszereplő (minisorozat vagy tévéfilm)     | The Prisoner                 | Jelölve            | [ 34 ]             |

Golden Globe-díj
| Év   | Kategória                                | Jelölt mű           | Eredmény | Ref.   |
| ---- | ---------------------------------------- | ------------------- | -------- | ------ |
| 1996 | Legjobb férfi főszereplő (filmdráma)     | III. Richárd        | Jelölve  | [ 35 ] |
| 1997 | Legjobb férfi mellékszereplő (televízió) | Raszputyin          | Elnyerte | [ 35 ] |
| 1999 | Legjobb férfi főszereplő (filmdráma)     | Érzelmek tengerében | Jelölve  | [ 35 ] |